# Urodopsis
Urodopsis là một chi bướm đêm thuộc họ Zygaenidae.

## Các loài
- Urodopsis subcaeruleus (Dognin, 1910)
- Urodopsis pusilla (Walker, 1854)
- Urodopsis dryas Jordan, 1915